# 澳大利亞地理
澳大利亞位於南半球，土地面积7,686,850平方公里，是世界最小的大陸，包含世界面積第六大的國家的领土。澳大利亞四面環海，擁有長達25,760公里的海岸線和面積達8,148,250平方公里的專屬經濟區。澳大利亞的海上鄰國包括了印度尼西亞、東帝汶、巴布亞紐幾內亞、所羅門群島、萬那杜、新喀里多尼亞和新西蘭。
澳大利亞全國可分為東部山地、中部平原和西部高原三個地區。中部是遼闊的沙漠，乾旱少雨；而大分水嶺以東則降水較為充沛。澳大利亞人口密度低（3人/平方公里），人口主要集中在東部與東南部海岸。澳大利亞為全球17個超級生物多樣性國家之一，東北部海岸有世界聞名的自然遺產大堡礁，最大的離島塔斯馬尼亞島則位于南部海域。

## 疆域

澳大利亚时区

澳大利亚位於南半球、东半球，介於南太平洋和印度洋以及亚洲和南极洲之间，擁有澳洲大陆和塔斯曼尼亞等岛屿。澳洲四面環海，东南隔塔斯曼海与紐西蘭为邻，北部隔帝汶海和托雷斯海峡与东帝汶、印度尼西亞和巴布亞新几内亞相望。
大洋洲地处亚洲与美洲之间空中、海上航线以及海底电缆所经之地，同时还是舰船的淡水和燃料供应地，不仅在国际交通上和战略上居重要地位，而且也为其旅游业的发展提供了较为优越的条件。澳大利亚佔有大洋洲绝大部分陸地，總面積769.2萬平方公里。海岸线较为平直，长達36,735公里。澳大利亚东西最大距离4,007千米，南北最大距离3,680千米。最北的约克角位于南纬10°，最南的威尔逊角位于南纬39°，最西的斯提普角位于东经113°，最东的拜伦角位于东经153°。
澳大利亚时区横跨三个基础时区，西部时区（西澳洲）为+8区；中部时区（北领地和南澳洲）为+9.5区，其中南澳洲实行夏令时为+10.5区；东部时区（昆士兰省等）为+10区，其中新南威爾斯（NSW）、塔斯馬尼亞（TAS）、維多利亞（VIC）和澳洲首都領地（ACT）实行夏令时为+11区。

## 地质
澳大利亚是地球上最古老的大陆，是冈瓦纳古陆的一部分。於澳洲西南部Mount Barren群地層南緣的尤岡克拉通所做的鋯石定年分析顯示，大約在17亿年前，皮爾巴拉-尤岡（Pilbara-Yilgarn）與尤岡-高勒（Yilgarn-Gawler）兩個克拉通發生碰撞，聚集成為原始的澳洲大陸。
由于澳洲位于板块中间，因此没有活火山，平均每5年会有一次超过6级的地震。有史以来最大的一次地震是发生在1906年，估计达7.3级。
澳大利亞礦產资源丰富，拥有世界上最多的黄金、铁矿石、铅、镍、金红石、银、铀、锌和锆资源，第二多的铝土矿、褐煤、钴、钛铁矿和钽资源，第三多的铜和锂资源，第四多的钍资源以及第五多的黑煤和锰矿资源。其中，卡迪亚谷铜金矿黄金储量逾1000吨、铜储量逾400万吨。

## 地形
澳大利亚全境平均海拔300米，超過1,000米的山地面積低於1％，低於500公尺者達87％，乃地表起伏最和緩的大陸。澳大利亚可以分为五个地形区：一、西部是海拔200~500米的低高原，多分布沙漠和半沙漠；也有一些海拔1,000~1,200米的横断山脉。二、中部是平原，海拔在200米以下，盛长草本植物，其中埃尔湖（Lake Eyre）是最低点，湖面低于海平面12米，以此为中心的大平原为大自流盆地。三、东部是古老山脉所形成的高地。四、大陆型岛屿，如：塔斯馬尼亞岛。五、海洋型岛屿，如：东北部沿海的大堡礁是全球最大的珊瑚礁。
澳大利亚西部高原，面积约占该大陆的60％。高原南部、大澳大利亞灣以北是納拉伯平原，正好位於南澳大利亞州和西澳大利亞州之間。大分水岭位于澳洲東岸，自新南威尔士州以北与海岸线大致平行，北起约克角半岛，南至维多利亚州，长3,500公里，宽約200至300公里，海拔一般约800至1,000米，东坡较陡，西部缓斜，东南部的科修斯科山海拔2,230米，是澳洲本土最高峰（全國最高峰莫森峰位於赫德島上），由于地势较高，冬季会有积雪。
澳大利亚拥有大自流盆地、墨累河盆地、尤克拉盆地、荒漠盆地、坎宁盆地等自流泉盆地20多处，总共面积达270万平方公里，大部分位于干旱、半干旱地区。其中，大自流盆地从卡奔塔利亚湾向南延伸至达令河北支流的上游，平均海拔200米以下，面积达173.5万平方公里，为世界最大的自流盆地。大自流盆地拥有自流井1.8万眼，丰富的地下水不仅为当地的畜牧业生产提供水源，而且也为发展旅游业在水源方面提供了较好的条件。
塔斯马尼亚岛地势较高，因第四纪冰川三次侵蚀而形成U形谷、悬谷和瀑布等自然景观资源。现在在较高处仍然有冰川分布。岛西南部的维德港，因冰川侵蚀而形成了峡湾海岸。东部海岸地区有大片的洁净沙滩分布，东北部沿海形成了长达2,000余公里的大堡礁。

## 地貌

### 沙漠
| 排名 | 名称           | 面积 （平方公里） |
| ---- | -------------- | ----------------- |
| 1    | 大維多利亞沙漠 | 424,400           |
| 2    | 大沙沙漠       | 284,993           |
| 3    | 塔纳米沙漠     | 184,500           |
| 4    | 辛普森沙漠     | 176,500           |
| 5    | 吉布森沙漠     | 155,000           |
| 6    | 小沙沙漠       | 111,500           |

澳大利亚虽然四面环海，却非常干燥，沙漠和半沙漠面积达340万平方公里，约占总面积的44%。西澳大利亞沙漠是吉布森沙漠、大沙沙漠、小沙沙漠等澳大利亞西部沙漠的統稱。其中，大维多利亚沙漠位于澳洲内陆西南部，跨南澳大利亚州和西澳大利亚州，北接吉布森沙漠，南邻纳拉伯平原。東西长1,000多公里，最宽约550公里，面積達424,400平方公里；平均海拔150－300米，多沙丘、沙原和盐沼。塔纳米沙漠位于澳洲北部，大部份橫亙於北領地中部，小部份伸入西澳大利亞州。辛普森沙漠位于澳大利亚中部，面积约176,500平方公里，包含澳洲北领地、南澳州和昆士兰州的一些地区。

### 雨林
澳大利亚的冈瓦纳雨林包括散布于澳大利亚新南威尔士州和昆士兰州边界上的多片雨林保护区，也是世界上最大面积的亚热带雨林。盾状火山口群的地质特点和大量珍稀濒危雨林物种使得该保护区在国际上具有很高的科学价值和保护价值。1986年正式列入世界遗产名录，1994年扩展为今日的规模。冈瓦纳雨林共包括50块保护区，总面积达3,665平方公里，相当于澳大利亚总面积的千分之三。原本以所在的地域为名称作“中东部雨林”，后来以冈瓦纳为名是因为化石证明，在冈瓦纳大陆时，这片雨林的植物组成就已经和今日一样。在澳大利亚别的地方，也有和冈瓦纳大陆时一样植被的雨林，最大的一块处于塔斯马尼亚岛上的塔尔金荒野。冈瓦纳雨林每年的游客大约有二百万。

### 丹霞

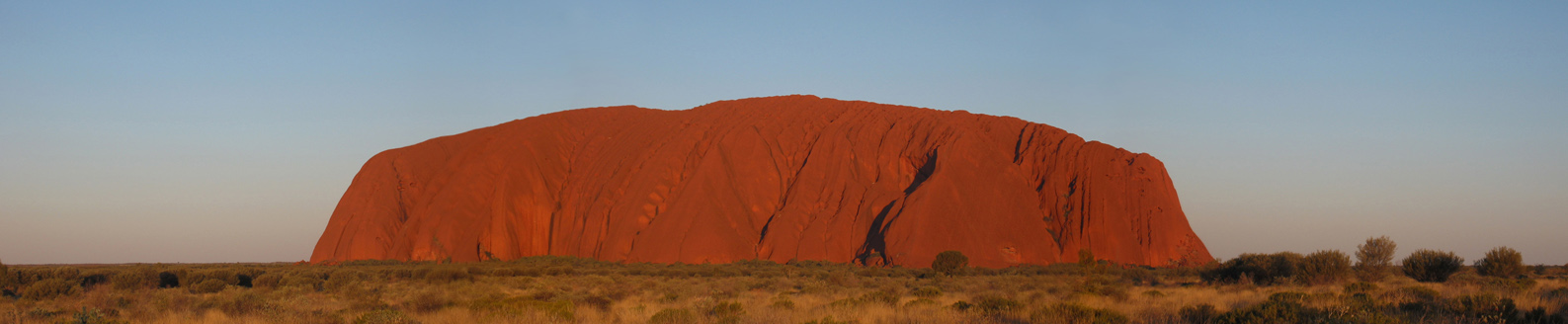
烏盧魯全景

澳大利亚丹霞地貌的岩性绝大部分为砂岩。烏盧魯是一个大型砂岩岩层，位於澳洲的近乎地理中央處，北领地的南部，烏魯汝－卡塔楚塔國家公園之內，是世界上僅次於奧古斯特山的第二大單體岩石，是阿男姑人（该地区的澳大利亚原住民）的圣地，而列为世界遗产。由於形成烏盧魯的砂岩含有較多鐵粉，氧化之後呈現紅色，使得烏盧魯呈現紅色外觀。原住民在距今1萬年之前已經開始在烏盧魯一帶居住。這裡發現的壁畫遺跡中歷史最久的距今已有超過1,000年的歷史。烏盧魯現在由原住民組織所有，在法律上該組織將烏盧魯一帶的土地借給澳洲政府至2084年。現在進入烏盧魯一帶地區需要支付25澳元的入場費。

## 水文

### 陆地水文
墨累河是澳大利亞最長的河流，發源於澳大利亞最高的山脈澳大利亞阿爾卑斯山脈，往西北方流，構成維多利亞州與新南威爾斯州的邊界。墨累河在最後500公里往南移動，進入南澳大利亞州，經由亞歷山德里娜湖，於阿德萊德附近的古爾瓦（Goolwa）注入印度洋。墨累河水量季节性强，干季易断流。
澳大利亚湖泊大致分为五种类型：沿海湖泊、泻湖（淡水湖）、冰川湖、盐湖和火山湖。澳大利亚地图册中标注的湖泊共计有101个，加上比较小的湖泊，全澳约有700多个湖泊，但全年有水的并不多，大部分是盐沼。澳大利亚建有近400座水库，总库容达800多亿立方米。全澳主要有8个比较大的淡水湖和12个咸水湖，其中艾爾湖是澳洲最大的湖泊，面积超过9,000平方公里，长期呈干涸状态；其次是托伦斯湖。
| 名称         | 英文名称           | 流经州                                 | 注入         | 长度（公里） | 澳大利亚水系图 |
| ------------ | ------------------ | -------------------------------------- | ------------ | ------------ | -------------- |
| 墨累河       | River Murray       | 新南威爾斯州、維多利亞州、南澳大利亞州 | 印度洋       | 2,508        | 澳大利亚水系图 |
| 馬蘭比吉河   | Murrumbidgee River | 新南威爾斯州、澳大利亞首都特區         | 墨累河       | 1,485        | 澳大利亚水系图 |
| 达令河       | Darling River      | 新南威爾斯州                           | 墨累河       | 1,545        | 澳大利亚水系图 |
| 拉克兰河     | Lachlan River      | 新南威爾斯州                           |              | 1,339        | 澳大利亚水系图 |
| 库珀河       | Cooper Creek       | 昆士蘭省、南澳大利亞州                 | 艾爾湖       | 1,113        | 澳大利亚水系图 |
| 弗林德斯河   | Flinders River     | 昆士蘭省                               | 卡奔塔利亞灣 | 1,004        | 澳大利亚水系图 |
| 迪亚曼蒂纳河 | Diamantina River   | 昆士蘭省、南澳大利亞州                 | 艾爾湖       | 941          | 澳大利亚水系图 |

### 海洋水文

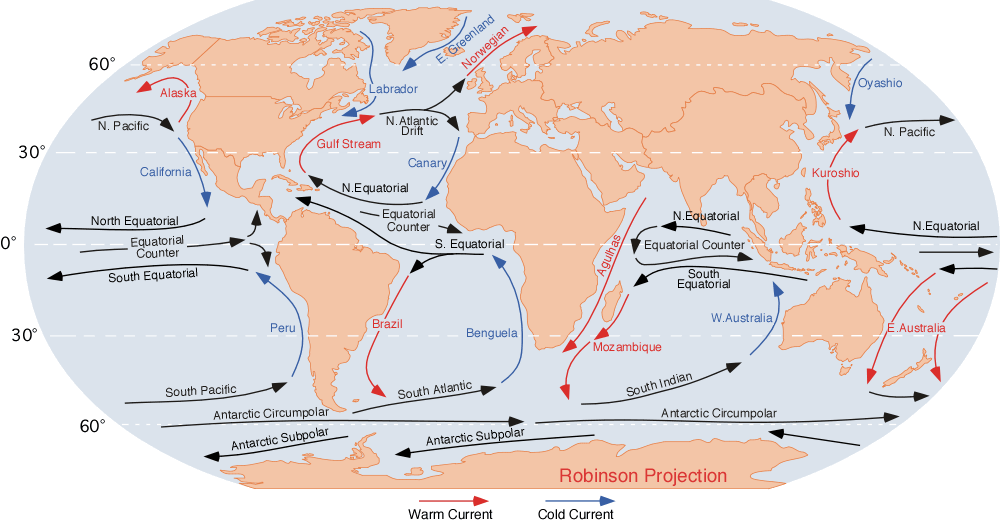
世界洋流

東澳洋流是澳洲沿岸最大洋流，沿著澳洲東岸北邊流向南邊，夾帶溫暖的海水。在某些大陸棚，海流時速最高可達7節，均值為2至3節。東澳洋流會在澳洲和紐西蘭之間的塔斯曼海形成漩渦，並將熱帶海洋生物帶往澳洲東南岸亞熱帶的區域。
西澳洋流为印度洋環流的一部分。印度洋的南赤道洋流西流至非洲沿岸轉向南流，經莫三比克海峽，稱為莫三比克洋流，屬暖流性質，然後在非洲南端併入西風漂流，東流至澳洲西南，一部分水流沿澳洲西岸轉向北流，稱為西澳洋流。

## 气候

澳洲氣候圖（柯本氣候分類法）

澳洲地处南半球，12月~2月为夏季，3月~5月为秋季，6月~8月为冬季，9月~11月为春季。澳大利亚北部年均气温為27℃，南部14℃。澳大利亚大部分地区受副热带高气压控制，气候以炎热干燥为主要特征，但同时也具有多样性。西部高原和内陆沙漠还有墨尔本地区属热带沙漠气候（BWh）和熱帶乾旱半乾旱氣候（BSh），乾旱少雨，年降水量仅100~300毫米；北部属热帶草原气候（Aw，冬季干旱型），年降水量1,000~2,300毫米，为全国多雨区，少部份属副熱帶濕潤氣候（CWa、Cfa）；东部新英格兰山地以南属海洋性气候（Cfb、Cfc）和温带阔叶林气候，年降水量500~1,200毫米。
澳洲干旱面积比例达44%，是全球最乾燥的大陆，饮用水主要是自然降水，並依賴大壩蓄水供水。政府严禁使用地下水，因為地下水資源一旦開採，很難恢復。2006年起，聖嬰現象影响擴大，導致降雨大幅减少，各大城市普遍缺水，纷纷颁布多項限制用水的法令，以节水渡过干旱。這一現象直到2008年后開始好轉，東海岸每年的降雨量亦開始恢復正常。澳大利亚在夏季风全盛时期存在三个季风槽：西南太平洋夏季风槽、东南印度洋夏季风槽和北澳大利亚季风槽。澳大利亚北部地区在季风爆发之前会有降水。

## 生态

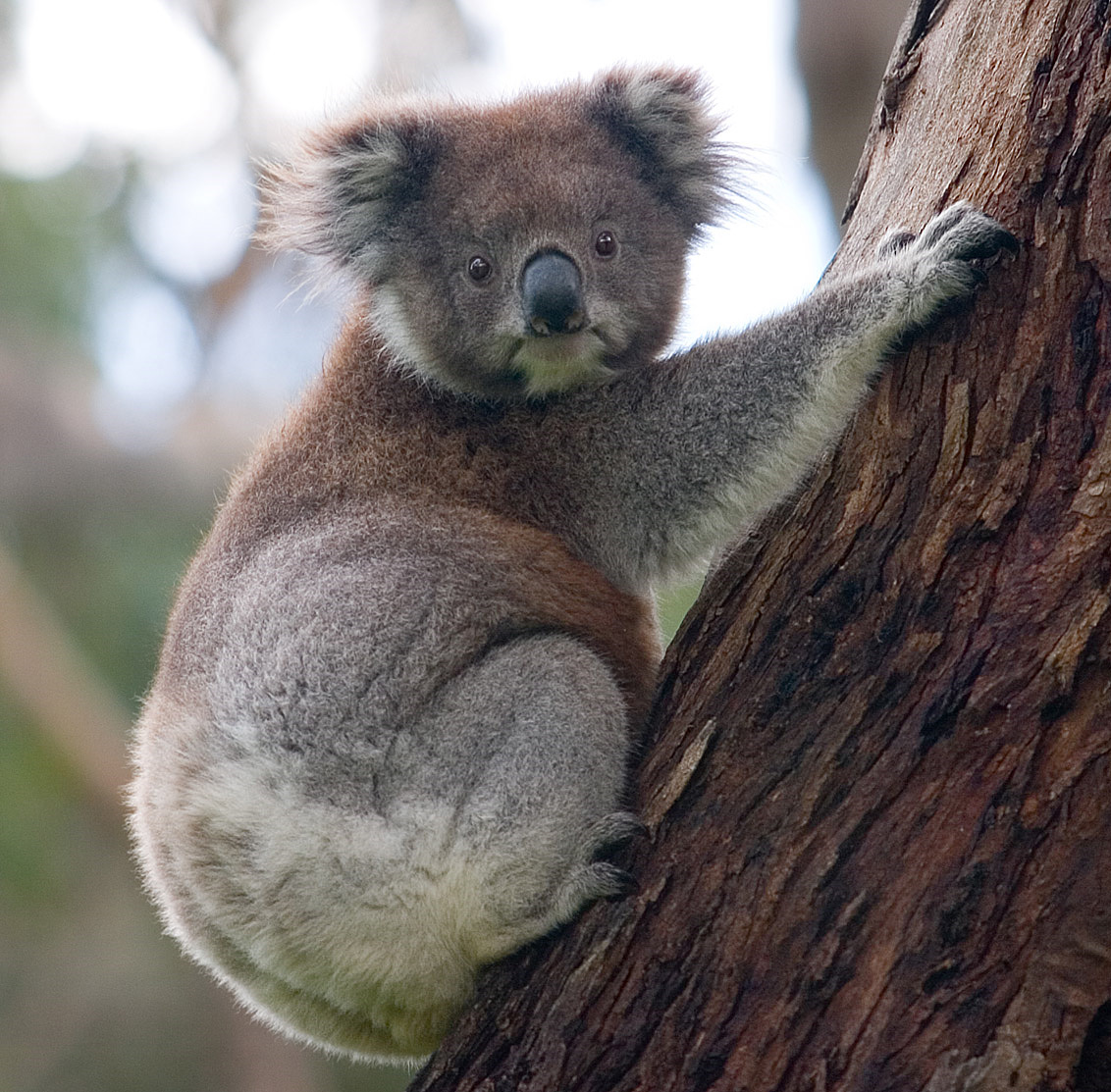
栖息于桉树上的無尾熊

澳洲大部分是半干旱或荒漠地带，但生态环境極為丰富，包括从高地的石南荒原到热带的雨林，為全球17个超级生物多样性国家之一。澳洲许多生物是當地独有，原因是澳洲大陆较古老、地理上长期孤立，和氣候极端多变。其被子植物约85%、哺乳类动物約84%、鸟类超过45%，和近岸温带鱼类約89%是特有种。澳洲许多生态区，和区内的生物已面臨人类活动和外来物种的威胁。联邦《1999年环境保护和生物多样性保育法案》是保护濒危物种的根本法律。基於“生物多样性行动计划”，设立了許多受保护地区以保育独特的生态系統；64个湿地根据《湿地公约》而登记；另有16个世界遗产。
澳大利亚约有27,700种植物，澳洲多數木本植物是常绿的，且很能适应火灾和干旱，例如桉树和金合欢。澳洲的豆科植物种类繁多且本地特有，它們能与根瘤菌和菌根真菌共生，因此較适应较贫瘠的土壤。澳大利亚的雨林横跨整个国家，覆盖各种气候类型，其中昆士兰州北部的戴恩树热带雨林（Daintree Rainforest）是地球上最古老的热带雨林。
居住在這片大陸上的動物中，有83%的哺乳類、89%的爬蟲類、90%的魚與昆蟲，以及93%的兩棲類是澳洲的特有種。澳洲出名的动物有单孔目（如鸭嘴兽和针鼹）、有袋类（如袋鼠、無尾熊和袋熊，其中拳击袋鼠还是澳大利亚的国家象征）、湾鳄和淡水鳄、鸸鹋和笑翠鸟等鸟类。澳洲的毒蛇数量在世界之最。
澳大利亚野犬约引进於公元前3,000年，當時澳洲原住民與南岛人贸易。人类最初定居后，许多动植物品种很快绝种，包括一些大型动物，欧洲殖民开始后，更多物种步向灭绝，包括袋狼。
- 紅袋鼠
- 墨瑞鱈
- 傘蜥蜴
- 鸭嘴兽
- 針鼴
- 蜜袋鼯
- 笑翠鳥

## 灾害

### 火灾
但近十年來，由於乾旱惡化，東岸地區屢次傳出森林大火；2009年，由於縱火案，東岸地區的森林和部分民宅受到有史以來最嚴重的火災侵襲。澳大利亞叢林大火是澳大利亞炎熱乾燥季節頻繁發生的野外火災，每年都會破壞大面積的土地，並且造成財產損失和人員傷亡。特定的澳大利亞本地植物群依賴著叢林大火繁殖，火災時常交替發生，成爲了澳大利亞生態的重要組成部份。對一些桉樹和斑克木來說，大火可以使植物種子開裂，從而得以生根發芽。大火也促進了新的植被生成，一些別的物種也能夠很快從大火造成的損失中恢復過來。

### 風暴
由于澳大利亚四面环海，会受到大洋上形成的风暴、气旋影响。影响比较大的有气旋雷瓦、氣旋塔莎、強烈熱帶氣旋崔西、气旋奥森、气旋莫妮卡、气旋雅思、氣旋阿萊西亞等。